# Wiktor Alexandrowitsch Uspenski
Wiktor Alexandrowitsch Uspenski (russisch Виктор Александрович Успенский, wiss. Transliteration Viktor Aleksandrovič Uspenskij; geboren am 19. Augustjul. / 31. August 1879greg. in Kaluga, Russisches Kaiserreich; gestorben am 9. Oktober 1949 in Taschkent, Usbekische SSR, Sowjetunion) war ein sowjetischer und russischer Komponist, Musikwissenschaftler und Musikethnologe, der mehr als 40 Jahre in Zentralasien lebte.

## Leben
Wiktor Uspenski wurde im westrussischen Kaluga geboren. Doch seit seiner Kindheit lebte er in der südkirgisischen Stadt Osch, wohin seine Familie mit ihm gezogen war. Bei seinem Vater erlernte er das Geigenspiel, später kam das Klavier dazu. 1898 absolvierte er zunächst die Orenburger Kadettenschule und leistete ab 1900 vier Jahre Militärdienst als Offizier in einem Dragonerregiment im Kaukasus. Danach entschied er sich für die Musik und ging 1908 ans Sankt Petersburger Konservatorium. Dort studierte er bis zum Abschluss 1913 die Fächer Harfe und Komposition, letzteres bei Anatoli Konstantinowitsch Ljadow. Im Ersten Weltkrieg diente er von 1914 bis 1917 in der Armee.
Ab 1918 lebte er in Taschkent und war im selben Jahr Mitgründer des dortigen Volkskonservatoriums, wo er Harmonielehre unterrichtete. Als Musikethnologe hatte er zudem den Auftrag, die musikalischen Traditionen der usbekischen, tadschikischen und turkmenischen Völker Zentralasiens zu erforschen. Er zeichnete 1923 in Buchara erstmals die Musikpraxis der „sechs Maqame“ in Notenschrift auf und veröffentlichte 1924 die Ergebnisse unter dem Titel Sechs musikalische Poeme. Schaschmaqam. In den Jahren 1925 bis 1929 leitete er drei musikethnologische Expeditionen in Turkmenistan, wo er in abgelegenen Regionen mehr als 350 Gesänge und Instrumentalstücke aufzeichnete. Begleitet wurde er dabei u. a. von den  Komponisten Wiktor Michailowitsch Beljajew (1888–1968) und Alexander Mossolow. Seine Forschungen fasste Uspenski in der gemeinsam mit Beljajew verfassten wissenschaftlichen Studie Turkmenische Musik zusammen, die 1928 erschien und 1979 sowie 2003 neu aufgelegt wurde. Eine weitere Expedition unternahm er 1931 ins Ferghanatal, wo er usbekische und tadschikische Musik erkundete.
Uspenski war von 1932 bis 1949 Forscher und Leiter der Musikabteilung am Institut der Künste in Taschkent. Außerdem hatte er verschiedene Lehrverpflichtungen, unterrichtete am Musiktechnikum (1928–1934), lehrte als Professor an der Höheren Musikschule (ab 1934) und dann am neu gegründeten Konservatorium Taschkent (1936–1949), zu dessen maßgeblichen Wegbereitern er als Fachbereichsdekan für Musiktheorie gehörte.
Er starb Anfang Oktober 1949 in Taschkent. Seine Grabstätte befindet sich auf dem Botkinskoje-Friedhof.

## Schaffen
Als Komponist schuf Uspenski eine Oper, mehrere Orchesterwerke, Vokal- und Klaviermusik, darunter etliche Volksliedbearbeitungen, außerdem Filmmusik, etwa für Шакалы Равата (1927, The Jackals of Rawat). Er zählte zu jenen Komponisten, die eine Verbindung von östlicher und westlicher Musik, von zentralasiatischen Musiktraditionen und Kompositionstechniken der europäischen Musik anstrebten.
Uspenskis wichtigstes und erfolgreichstes Werk war sein in Taschkent uraufgeführtes Musikdrama Фархад и Ширин (1936, Farkhad i Shirin) über das gleichnamige Poem von Mir ʿAli Schir Nawāʾi nach Nezāmi. Nach einer gemeinsam mit Georgi Muschel revidierten Fassung von 1937 arbeitete Uspenski das Musikdrama 1940 zu einer Oper um.

## Trivia
Die 1939 gegründete Musikschule in Taschkent, eine Ausbildungsvorstufe zum Konservatorium, wurde 1949 nach Uspenski benannt.
Der Film Тайны мукама (1973) von Regisseur Alty Karliev enthält u. a. eine Schilderung von Uspenskis musikethnologischen Reisen.